# Diète de Finlande
La Diète de Finlande (finnois : Suomen maapäivät puis valtiopäivät; suédois : Finlands Lantdagar) est l'assemblée législative du   grand-duché de Finlande de 1809 à 1906. La diète est le bénéficiaire des pouvoirs du Sveriges ståndsriksdag suédois à qui elle a succédé.

## La diète de Turku

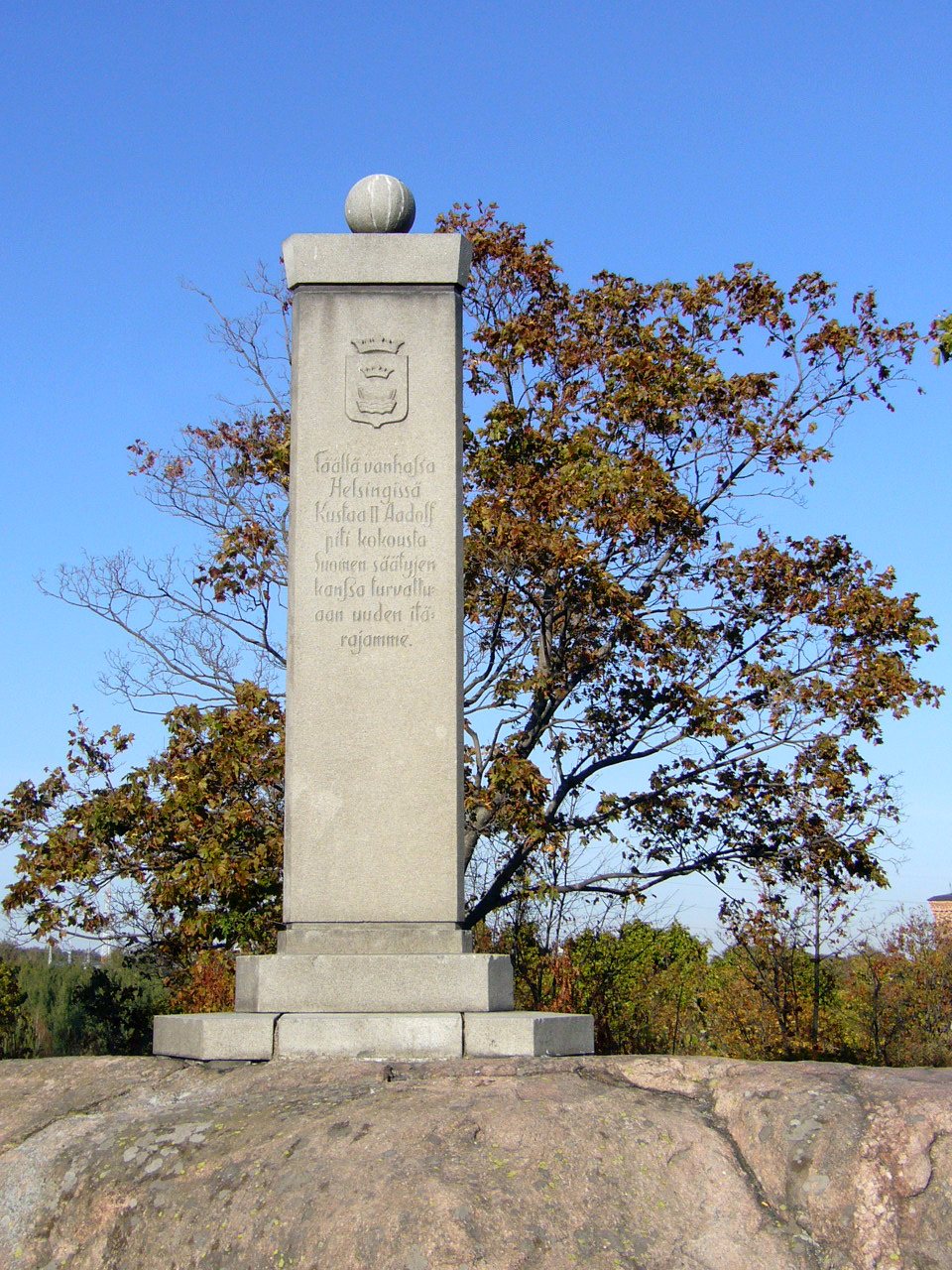
Mémorial pour la réunion des États de Finlande à Helsinki en 1616.

Le premier État de Finlande se tient à Helsinki en 1616.
D'autres assemblées se réunissent à Turku, par exemple la diète de Turku (suédois : Åbo Lantdag) en 1670. L'assemblée est réunie par Axel Julius De la Gardie.

## La diète de Porvoo
Pendant la guerre de Finlande entre la Suède et la Russie, les quatre ordres de la Finlande (noblesse, clergé, bourgeoisie et paysannerie) sont rassemblés à  Porvoo (Borgå) entre le 25 mars et le 19 juillet 1809 par le tsar Alexandre Ier, le nouveau grand-duc de Finlande. L’événement majeur est l'assermentation à la cathédrale de Porvoo le 29 mars 1809. Chacun des ordres prononce son Serment d'allégeance, s'engageant à reconnaître l'empereur et grand-duc de Finlande comme l'autorité réelle et à ne pas modifier la constitution et la forme de gouvernement. Alexandre Ier promet alors de gouverner la Finlande en accord avec ses lois. Ceci signifiait que l'empereur confirme la Constitution suédoise de 1772 (fi)comme étant celle de la Finlande. La Diète a exigé qu'elle soit convoquée à la fin de la guerre de Finlande qui sépare la Finlande de la Suède.
Le 17 septembre 1809, le conflit se termine par le traité de Fredrikshamn. Il faudra encore cinquante ans avant que la Diète de Finlande soit convoquée à nouveau.